# Chiến tranh Việt – Chiêm (1044)
Chiến tranh Việt – Chiêm 1044 là một cuộc chiến được nhà Lý phát động năm 1044 nhằm tấn công nước Chiêm Thành ở phương Nam với lý do người Chiêm bỏ nộp cống cho nhà Lý trong suốt 16 năm.

## Hoàn cảnh lịch sử
Vua Lý Thái Tông nhà Lý lên ngôi, Chiêm Thành chịu xưng thần nộp cống, rồi Chiêm bị nội loạn, con cháu vua Chiêm giành nhau địa vị nên biên giới của Đại Cồ Việt yên trong một thời gian. Nhưng sau ít lâu, họ bỏ nộp cống luôn 16 năm.

## Diễn biến
Ngày Quý Mão vua thân chinh đánh Chiêm Thành, dùng Khai Hoàng làm chức lưu thử. Ngày Giáp Thìn, quân Lý xuất phát từ kinh đô, ngày Ất Tỵ đóng quân tại cửa biển Đại Ác. Lúc đó sóng yên, có lợi cho đại quân đi từ Đại An (tức Đại Ác) qua Ma Cô.
Trong ngày ấy nhờ có gió vượt qua được 2 bãi cát dài, quân Lý đi thẳng đến cửa biển Tư Dung. Vua Chiêm Thành là Sạ Đẩu (tức Jaya Simhavarman II) đã dàn trận trước ở sông Ngũ Hồ để đợi quan quân nhà Lý. Lý Thái Tông bèn xuống chiếu cho quân sĩ bỏ thuyền, lên đất liền. Vua lại cho một phần binh lính dựng cờ, đánh trống như sắp muốn đánh nhau với người Chiêm. Quân Chiêm Thành thấy binh lính oai nghiêm, lại quá nhiều mới sợ mà thua sớm. Vua cho quân đuổi theo chém được ba đầu của người Chiêm. Tướng Chiêm là Quách Gia Di chém chúa Sạ Đẩu để dâng quân Lý. Quân Lý giết 3 vạn quân Chiêm, bắt sống 5.000 người, bắt được 30 con voi. Lý Thái Tông thấy cảnh máu đầy gươm giáo, xác chất đầy đồng, lấy làm thương xót mới hạ lệnh rằng: "Kẻ nào giết bậy người Chiêm Thành thì sẽ giết không tha".
Vua Thái Tông kéo quân vào thành Phật Thệ (Kandapurpura), bắt cung nữ của Sạ Đẩu, kén lấy người nào giỏi hát và biết múa điệu khúc Tây thiên cùng vô số cung nhân, nhạc nữ đem về nước. Quân về đến Lý Nhân, triệu vợ của Sạ Đẩu là Mỵ Ê lên hầu vua. Mỵ Ê từ chối, lấy chăn quấn mình rồi nhảy xuống nước mà chết. Vua khen là người tiết hạnh, phong cho làm Hiệp chính Hựu thiện phu nhân.
Tháng 8, Lý Thái Tông rút quân về, tháng 9 thì về đến Thăng Long. Lý Thái Tông đem tin thắng trận cáo Thái miếu, ban tiệc rượu thưởng công.
Chiêm Thành lại hàng, nhưng sự hàng phục của họ không lâu, bởi họ là một dân tộc có óc quật cường rất mạnh và chí phục thù rất bền bỉ. Sau cuộc Nam chinh này của nhà Lý, người Chiêm muốn trả đũa quân Việt nên đã xin thần phục nhà Tống, mong nhờ họ giúp đỡ. Vua Thánh Tông nối nghiệp vua cha lại phải đem quân Nam chinh.